# Becherovka
Becherovka (în trecut Karlsbader Becherbitter) este un bitter de plante, adesea băut ca un ajutor digestiv, produs în Karlovy Vary, Republica Cehă de compania Jan Becher. Marca este deținută de Pernod Ricard.
Becherovka este deseori descrisă ca având o aromă de ghimbir sau scorțișoară. Este făcută dintr-o rețetă secretă bazată pe o mare varietate de ierburi și condimente. Conținutul său de alcool este de 38%. Acesta este servită, de obicei, refrigerată.
Unii îl servesc cu apă tonică, făcând o băutură numită un beton (becherovka și tonic), ceea ce înseamnă „beton” în limba cehă și multe alte limbi.

## Istoric
Inventatorul lui Becherbitter a fost Josef Vitus Becher (1769-1840). În afară de comerțul cu mirodenii și mărfuri coloniale în magazinul său, "Haus zu den drei Lerchen", a produs și băuturi alcoolice. În 1794, a închiriat o încăpere și a început să experimenteze alcool tare. Urmând exemplul strămoșilor săi, el a servit și în funcții publice (în calitate de consilier, primar). Josef s-a căsătorit de două ori (prima sa soție a murit din cauza pneumoniei) și avea în total 16 copii, deși doar cinci fiice și doi fii au supraviețuit. Fiul lui Josef, Johann "Jan" Nepomuk Becher, a preluat afacerea în 1838.
Din 1998 până în 2003 a fost vândută și o versiune slovacă, produsă de Zdeněk Hoffmann în Domažlice (fostă Taus) din Boemia, care a susținut că Alfred Becher i-a dat bunicului rețeta în 1939, cu dreptul de a produce produsul, îngrijorat că secretul ar putea să nu supraviețuiască războiului. Hoffmann nu a putut dovedi acest lucru în instanță, iar în 2007 a fost condamnat de tribunalul districtului Domažlice.
Producătorul spune că doar doi oameni cunosc secretul întregului proces de producție și pot intra în camera Drogikamr - unde, o dată pe săptămână, amestecă ierburile și condimentele folosite în băutură. Unele dintre plantele medicinale sunt importate din străinătate, iar unele cresc în apropiere de Karlovy Vary.

## Lemond
Becherovka Lemond este denumirea comercială a unui lichior produs de Becherovka din 2008. Se bazează pe Becherovka tradițională, dar are un conținut mai redus de alcool. Lemond este își are numele datorită gustului de citrice a băuturii. Rețeta sa este păstrată secretă, la fel ca rețeta tradițională a Becherovka.